# Foot Ball Club Brescia 1933-1934
Questa pagina raccoglie i dati riguardanti il Foot Ball Club Brescia nelle competizioni ufficiali della stagione 1933-1934.

## Stagione
Nella stagione 1933-1934 il Brescia ha disputato il campionato di Serie A e con 29 punti ha ottenuto il dodicesimo posto in classifica.

## Rosa
| N. |                   | Ruolo | Calciatore          |
| -- | ----------------- | ----- | ------------------- |
|    | Italia (bandiera) | P     | Giuseppe Peruchetti |
|    | Italia (bandiera) | D     | Guido Duo           |
|    | Italia (bandiera) | D     | Angelo Bocchi       |
|    | Italia (bandiera) | D     | Nereo Marini        |
|    | Italia (bandiera) | C     | Giuseppe Valenti    |
|    | Italia (bandiera) | C     | Berardo Frisoni     |
|    | Italia (bandiera) | C     | Giovanni Braga      |
|    | Italia (bandiera) | C     | Giovanni Gasparini  |
|    | Italia (bandiera) | C     | Ugo Locatelli       |
|    | Italia (bandiera) | C     | Mario Provaglio     |

| N. |                   | Ruolo | Calciatore              |
| -- | ----------------- | ----- | ----------------------- |
|    | Italia (bandiera) | C     | Ezio Morselli           |
|    | Italia (bandiera) | A     | Bruno Bianchi           |
|    | Italia (bandiera) | A     | Erminio Reggiani        |
|    | Italia (bandiera) | A     | Luigi Giuseppe Giuliani |
|    | Italia (bandiera) | A     | Angelo Gibertoni        |
|    | Italia (bandiera) | C     | Evaristo Frisoni        |
|    | Italia (bandiera) | A     | Paolo Perini            |
|    | Italia (bandiera) | A     | Aldo Dusi               |
|    | Italia (bandiera) | A     | Giovanni Correnti       |
|    | Italia (bandiera) | A     | Gino Bonzi              |

## Risultati

### Serie A

#### Girone di andata
| Arbitro: | Pasinato (Venezia) |

|              |           |  |
| Reggiani 63’ | Marcatori |  |

| Arbitro: | Melandri (Genova) |

|             |           |  |
| Autelli 50’ | Marcatori |  |

| Arbitro: | Beraldi (Oneglia) |

|               |           |  |
| Locatelli 35’ | Marcatori |  |

| Arbitro: | Mazza (Torre del Greco) |

|                       |           |              |
| Piola 27’ Bigando 63’ | Marcatori | 51’ Reggiani |

| Arbitro: | Sassi (Roma) |

|               |           |             |
| Frisoni I 88’ | Marcatori | 34’ Borel I |

| Arbitro: | Scorzoni (Bologna) |

|                                            |           |  |
| Arcari III 20’, 76’ (rig.) Romani 47’, 49’ | Marcatori |  |

| Arbitro: | Zorzi (Belluno) |

|          |           |               |
| Dusi 23’ | Marcatori | 40’ Sallustro |

| Arbitro: | Gonani (Ravenna) |

|                           |           |  |
| Prendato 15’ Nehadoma 66’ | Marcatori |  |

| Arbitro: | Barlassina (Novara) |

|                        |           |                  |
| Locatelli 26’ Dusi 85’ | Marcatori | 88’ (rig.) Notti |

| Arbitro: | Caironi (Milano) |

|                                  |           |                      |
| Ferrari 50’ Sala 69’ Mazzoni 87’ | Marcatori | 51’ (aut.) Gilardoni |

| Arbitro: | Brunelli (Bologna) |

|           |           |  |
| Bonzi 77’ | Marcatori |  |

| Arbitro: | Salvagno (Trieste) |

|                                      |           |            |
| Orsi 40’, 67’ Borel II 49’, 66’, 69’ | Marcatori | 44’ Perini |

| Arbitro: | Melandri (Genova) |

|           |           |                 |
| Bonzi 51’ | Marcatori | 61’, 72’ Foglia |

| Livorno 17 dicembre 1933 14ª giornata | Livorno             | 0 – 0 | Brescia | Stadio Edda Ciano Mussolini\| Arbitro: \| Barlassina (Novara) \| |
| Arbitro:                              | Barlassina (Novara) |       |         |                                                                  |

| Arbitro: | Scarpi (Dolo) |

|  |           |            |
|  | Marcatori | 8’ Bianchi |

| Arbitro: | Levrero (Genova) |

|              |           |              |
| Reggiani 42’ | Marcatori | 46’ Levratto |

| Brescia 7 gennaio 1934 17ª giornata | Brescia             | 0 – 0 | Lazio | Stadium di Viale Piave\| Arbitro: \| Corradini (Bologna) \| |
| Arbitro:                            | Corradini (Bologna) |       |       |                                                             |

#### Girone di ritorno
| Arbitro: | Bonivento (Venezia) |

|                                  |           |           |
| Costantino 16’ Guaita 43’ (rig.) | Marcatori | 75’ Braga |

| Arbitro: | Gonani (Ravenna) |

|                                  |           |               |
| Gibertoni 6’, 69’ Frisoni II 53’ | Marcatori | 22’ De Marchi |

| Arbitro: | Turbiani (Ferrara) |

|             |           |  |
| Allasio 22’ | Marcatori |  |

| Arbitro: | Mazzarini (Roma) |

|               |           |  |
| Frisoni I 48’ | Marcatori |  |

| Arbitro: | Bertoli (Vicenza) |

|                  |           |                       |
| Scarone 28’, 57’ | Marcatori | 20’ Braga 22’ Bianchi |

| Arbitro: | Gonani (Ravenna) |

|                                      |           |  |
| Gibertoni 12’ Bianchi 14’ Perini 67’ | Marcatori |  |

| Arbitro: | Melandri (Genova) |

|             |           |  |
| Vojak I 73’ | Marcatori |  |

| Arbitro: | Bonivento (Venezia) |

|                                                   |           |  |
| Marini 21’ (rig.) Giuliani 70’ 83’ Frisoni II 84’ | Marcatori |  |

| Arbitro: | Bertoli (Vicenza) |

|              |           |  |
| Riccardi 76’ | Marcatori |  |

| Arbitro: | Bevilacqua (Viareggio) |

|                                            |           |           |
| Marini 45’ Giuliani 50’ Bianchi 61’ (rig.) | Marcatori | 22’ Patri |

| Arbitro: | Mastellari (Bologna) |

|                          |           |             |
| Bettini II 16’ Baldo 43’ | Marcatori | 8’ Giuliani |

| Arbitro: | Carraro (Padova) |

|            |           |                         |
| Bianchi 9’ | Marcatori | 3’ Varglien II 23’ Orsi |

| Arbitro: | Pizziolo (Firenze) |

|                                 |           |               |
| Fedullo 10’, 51’, 88’ Corsi 15’ | Marcatori | 69’ Gibertoni |

| Arbitro: | Mazza (Torre del Greco) |

|                |           |              |
| Frisoni II 32’ | Marcatori | 28’ Uslenghi |

| Arbitro: | Mazzarini (Roma) |

|                                          |           |                        |
| Reggiani 23’ Gibertoni 52’ Locatelli 81’ | Marcatori | 18’ Rocco 36’ Colaussi |

| Arbitro: | Salvagno (Trieste) |

|                    |           |  |
| Agosteo 81’ (rig.) | Marcatori |  |

| Arbitro: | Beretta (Novi Ligure) |

|                                               |           |                            |
| Fantoni I 43’ Marini 56’ (aut.) Montanari 64’ | Marcatori | 20’ Gibertoni 82’ Reggiani |

## Statistiche

### Statistiche di squadra
| Competizione | Punti | In casa | In casa | In casa | In casa | In casa | In casa | In trasferta | In trasferta | In trasferta | In trasferta | In trasferta | In trasferta | Totale | Totale | Totale | Totale | Totale | Totale | DR |
| Competizione | Punti | G       | V       | N       | P       | Gf      | Gs      | G            | V            | N            | P            | Gf           | Gs           | G      | V      | N      | P      | Gf     | Gs     | DR |
| ------------ | ----- | ------- | ------- | ------- | ------- | ------- | ------- | ------------ | ------------ | ------------ | ------------ | ------------ | ------------ | ------ | ------ | ------ | ------ | ------ | ------ | -- |
| Serie A      | 29    | 17      | 10      | 5       | 2       | 28      | 13      | 17           | 1            | 2            | 14           | 11           | 34           | 34     | 11     | 7      | 16     | 39     | 47     | -8 |

### Statistiche dei giocatori
| Giocatore     | Serie A  | Serie A |
| Giocatore     | Presenze | Reti    |
| ------------- | -------- | ------- |
| B. Bianchi    | 26       | 5       |
| A. Bocchi     | 4        | 0       |
| G. Bonzi      | 2        | 2       |
| G. Braga      | 25       | 2       |
| G. Correnti   | 5        | 0       |
| G. Duo        | 34       | 0       |
| A. Dusi       | 10       | 2       |
| B. Frisoni    | 30       | 2       |
| E. Frisoni    | 14       | 3       |
| G. Gasparini  | 16       | 0       |
| A. Gibertoni  | 23       | 6       |
| L. Giuliani   | 24       | 4       |
| U. Locatelli  | 14       | 3       |
| N. Marini     | 29       | 2       |
| E. Morselli   | 7        | 0       |
| P. Perini     | 11       | 2       |
| G. Peruchetti | 34       | -47     |
| M. Provaglio  | 9        | 0       |
| E. Reggiani   | 25       | 5       |
| G. Valenti    | 32       | 0       |